# Günter Gliemann
Günter Gliemann (* 22. Dezember 1931 in Dresden; † 26. Oktober 1990) war ein deutscher Chemiker (Theoretische Chemie). Er war Professor an der Universität Regensburg.
Gliemann studierte ab 1950 Physik an der TH Dresden mit dem Diplom in Physikalischer Chemie bei Kurt Schwabe 1955 (Über die Verbrennungswärmen der isomeren Hexachlorocyclohexane). 1955 war er am Forschungsinstitut für Chemische Technologie in Meinsberg. 1956 ging er in die Bundesrepublik Deutschland als Physiker in die Firma Hartmann und Braun in Frankfurt und promovierte gleichzeitig 1957 in Physikalischer Chemie bei Hermann Hartmann an der Universität Frankfurt. 1960 wurde er dort Assistent und habilitierte sich 1965 (Zur Deutung der ultravioletten Absorptionsspektren binärer Ionenkristalle). 1967 wurde er ordentlicher Professor für Spezielle Physikalische Chemie an der TU Berlin und 1970 Professor für Theoretische Chemie an der Universität Regensburg. 1970/71 und 1972/73 war er Fachbereichssprecher Chemie und als dieser Mitglied des Senats (was er auch 1982 bis 1984 war).

## Schriften
- mit Hans Ludwig Schläfer: Einführung in die Ligandenfeldtheorie. Akademische Verlagsgesellschaft 1967